# Артеага, Херардо
Хера́рдо Даниэ́ль Артеа́га Само́ра (исп. Gerardo Daniel Arteaga Zamora; род. 7 сентября 1998, Сапопан, Халиско) — мексиканский футболист, защитник клуба «Монтеррей» и сборной Мексики. Участник чемпионата мира 2022 года.

## Клубная карьера
Артеага — воспитанник клуба «Сантос Лагуна». 2 октября 2016 года в матче против «Керетаро» он дебютировал в мексиканской Примере. В 2018 году Херардо помог клубу выиграть чемпионат. 11 ноября 2019 года в поединке против «Крус Асуль» он забил свой первый гол за «Сантос Лагуна». Летом 2020 года Артеага подписал контракт с бельгийским «Генком». Сумма трансфера составила 3,15 млн. евро. 30 августа в матче против «Брюгге» он дебютировал в Жюпиле лиге. В поединке против «Кортрейка» Херардо забил свой первый гол за «Генк». В 2021 году он помог клубу выиграть Кубок Бельгии. 

## Международная карьера
В 2018 году в товарищеском матче против сборной США Артеага дебютировал за сборную Мексики. 28 сентября 2022 года в поединке против сборной Колумбии он забил свой первый гол за национальную команду. В 2022 году в составе сборной Артеага принял участие в чемпионате мира в Катаре. На турнире он был запасным и на поле не вышел.
В 2023 году Артеага выиграл Золотой кубок КОНКАКАФ. На турнире он сыграл в матче против команды Катара.

### Голы за сборную Мексики
| #  | Дата             | Место                            | Противник | Счёт | Результат | Соревнование      |
| -- | ---------------- | -------------------------------- | --------- | ---- | --------- | ----------------- |
| 1. | 27 сентября 2022 | Ливайс Стэдиум, Санта-Клара, США | Колумбия  | 2:0  | 2:3       | Товарищеский матч |

## Достижения
Клубные
«Сантос Лагуна»
- Победитель мексиканской Примеры — Клаусура 2018

«Генк»
- Обладатель Кубка Бельгии — 2020/21

Международные
Мексика
- Победитель Золотого кубка КОНКАКАФ — 2023